# جاك بيكر
جاك بيكر (بالفرنسية: Jacques Becker )‏ (و. 1906 – 1960 م) هو كاتب سيناريو، ومخرج سينمائي، وممثل، من فرنسا، ولد في باريس، توفي في باريس، عن عمر يناهز 54 عاماً.

## جوائز وترشيحات
حصل على جوائز منها:
- جائزة لويس ديلوك [الإنجليزية]‏، عن عمل: Rendezvous in July [الإنجليزية]‏ (1949).

ترشح لـ:
- جائزة البافتا لأفضل فيلم، عن عمل: الثقب (فيلم 1960) (1962)
- جائزة البافتا لأفضل فيلم، عن عمل: Casque d'Or [الإنجليزية]‏ (1953)
- جائزة البافتا لأفضل فيلم، عن عمل: Edward and Caroline [الإنجليزية]‏ (1952).

## وصلات خارجية
- جاك بيكر على موقع IMDb (الإنجليزية)
- جاك بيكر على موقع ألو سيني (الفرنسية)
- جاك بيكر على موقع أول موفي (الإنجليزية)
- جاك بيكر على موقع قاعدة بيانات الأفلام السويدية (السويدية)
- جاك بيكر على موقع إن إن دي بي (الإنجليزية)
- جاك بيكر على موقع قاعدة بيانات الفيلم (الإنجليزية)
- جاك بيكر على موقع كينوبويسك (الروسية)